# The Lonely Island
The Lonely Island is een Amerikaans komisch trio bestaande uit Andy Samberg, Akiva Schaffer en Jorma Taccone.
Het trio is voornamelijk bekend van hun muzikale parodieën. De groep komt oorspronkelijk uit Berkeley in Californië en werkt tegenwoordig vanuit New York. Het trio begon op de middelbare school met het maken van sketches, die later uitgroeiden tot korte komische filmpjes en muzikale parodieën. Ze werden opgemerkt door Lorne Michaels van Saturday Night Live. Voor het programma schreven ze Lazy Sunday, een muzikale parodie die op hun vorige werk leek. Het werd onmiddellijk een succes op internet en leidde tot meer korte videofilms die in Saturday Night Live werden uitgezonden. Dick in a Box, Jizz in My Pants, Like a Boss, I'm on a Boat, dat voor een Grammy genomineerd werd, I Just Had Sex en The Creep vielen zowel in Saturday Night Live als op internet in de smaak. Dit leidde weer tot het opnemen van een album getiteld Incredibad, waarvoor samengewerkt werd met onder meer T-Pain, Justin Timberlake en Norah Jones. In 2011 kwam het tweede album uit, Turtleneck & Chain, met onder andere de singles I Just Had Sex, Jack Sparrow en The Creep. Het trio werkt daarop samen met onder meer Jessica Alba, Blake Lively en Akon. Het liedje Jack Sparrow kwam tot stand in samenwerking met Michael Bolton. Ook werkte The Lonely Island samen met Justin Timberlake en Lady Gaga voor het nummer 3-Way (The Golden Rule). In 2016 bracht het trio de mockumentary/komedie Popstar: Never Stop Never Stopping uit. De hoofdrol van rapper Conner4real wordt gespeeld door Samberg en de film is geregisseerd door Schaffer en Taccone.

## Discografie

### Singles
| Single met eventuele hitnotering(en) in de Nederlandse Top 40 | Datum van verschijnen | Datum van binnenkomst | Hoogste positie | Aantal weken | Opmerkingen                      |
| ------------------------------------------------------------- | --------------------- | --------------------- | --------------- | ------------ | -------------------------------- |
| Yolo                                                          | 2013                  | 25-01-2013            | tip17           | -            | met Adam Levine & Kendrick Lamar |

| Single met hitnotering(en) in de Vlaamse Ultratop 50 | Datum van verschijnen | Datum van binnenkomst | Hoogste positie | Aantal weken | Opmerkingen                      |
| ---------------------------------------------------- | --------------------- | --------------------- | --------------- | ------------ | -------------------------------- |
| I just had sex                                       | 20-12-2010            | 22-01-2011            | 26              | 8            | met Akon                         |
| Yolo                                                 | 2013                  | 09-02-2013            | tip85*          |              | met Adam Levine & Kendrick Lamar |
| Like a Boss                                          | 2011                  | -                     | -               |              | met Seth Rogen                   |